# Langkawi Sky Bridge
Langkawi Sky Bridge – turystyczna łukowata kładka piesza konstrukcji wantowej, zlokalizowana na malezyjskiej wyspie Pulau Langkawi (stan Kedah), na północny zachód od miejscowości Kuala Teriang, na szczycie Gunung Machinchang (708 m n.p.m.). 

## Charakterystyka
Kładka została ukończona w 2005. Ma formę nowoczesnej rzeźby. Jej długość wynosi 125 metrów, a szerokość 1,8 metra. Jest zawieszona 660 lub 700 metrów nad poziomem morza i ma szklane elementy w pomoście, umożliwiające obserwowanie przestrzeni pod nogami. Zawieszona jest na pojedynczym, asymetrycznym pylonie. Z mostu możliwe jest oglądanie panoramy wyspy, gór, lasu deszczowego i Morza Andamańskiego. Zakrzywienie budowli powoduje, że widoki pozostają zmienne w miarę przemieszczania się.
W latach 2012–2015 przeprowadzono prace modernizacyjne obiektu.
Jednym z kluczowych problemów lokalizacji kładki było wyważenie pylonu i obliczenie maksymalnych jego obciążeń. Ustalono jego wysokość na 82 metry i nachylenie od pionu w dwóch płaszczyznach: pod kątem 78° i 2°. Obiekt wisi na ośmiu stalowych linach. Ze względu na trudne położenie do budowy użyto prefabrykatów. Na obu końcach ma trójkątne platformy, które pełnią funkcję punktów widokowych i miejsc odpoczynku.
Do mostu dojechać można koleją linowo-torową Langkawi Cable Car kursującą z tzw. Wioski Orientalnej u stóp góry.

## Galeria

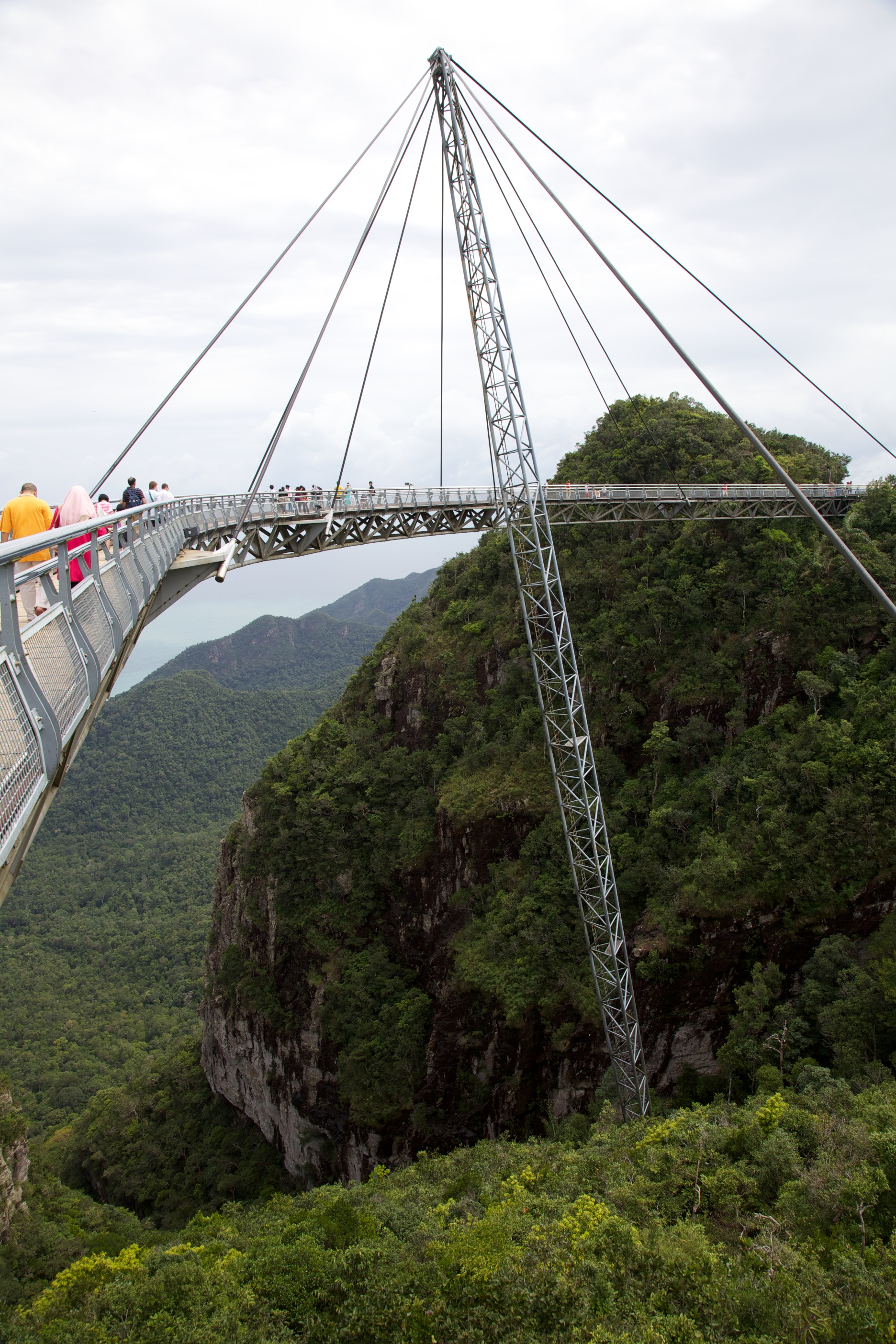
Fragment
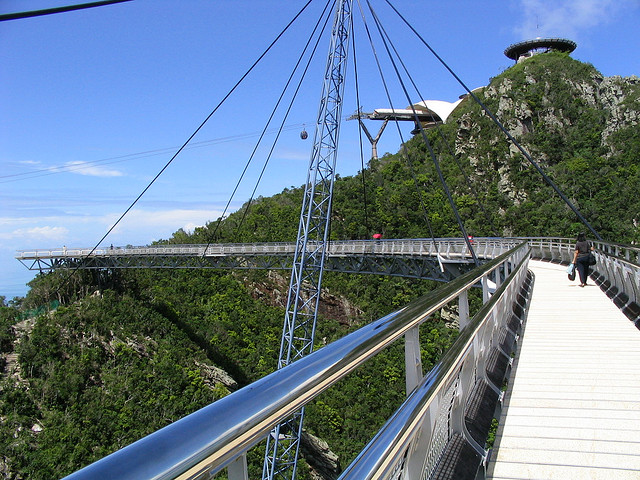
Widok z kładki
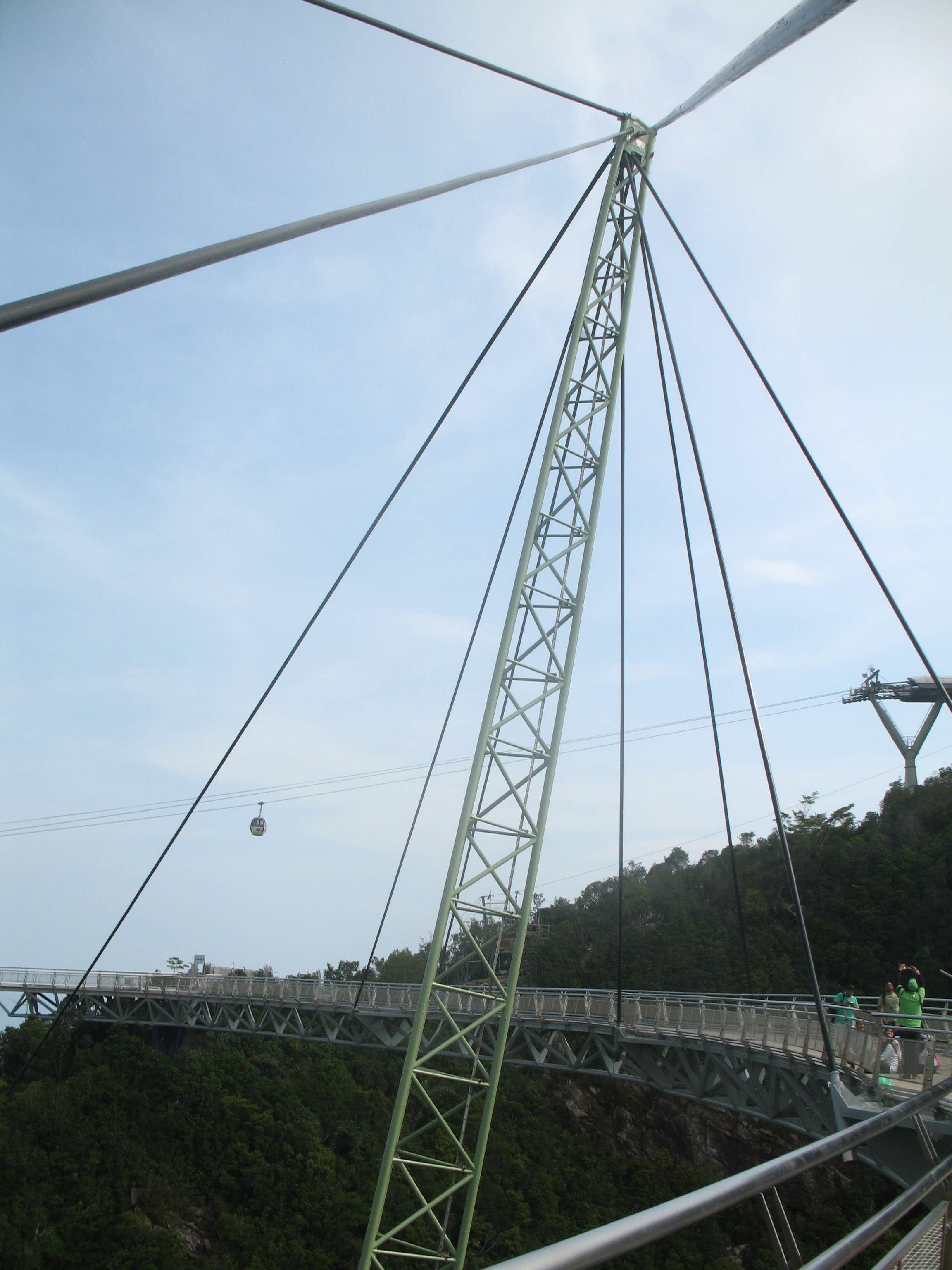
Pylon
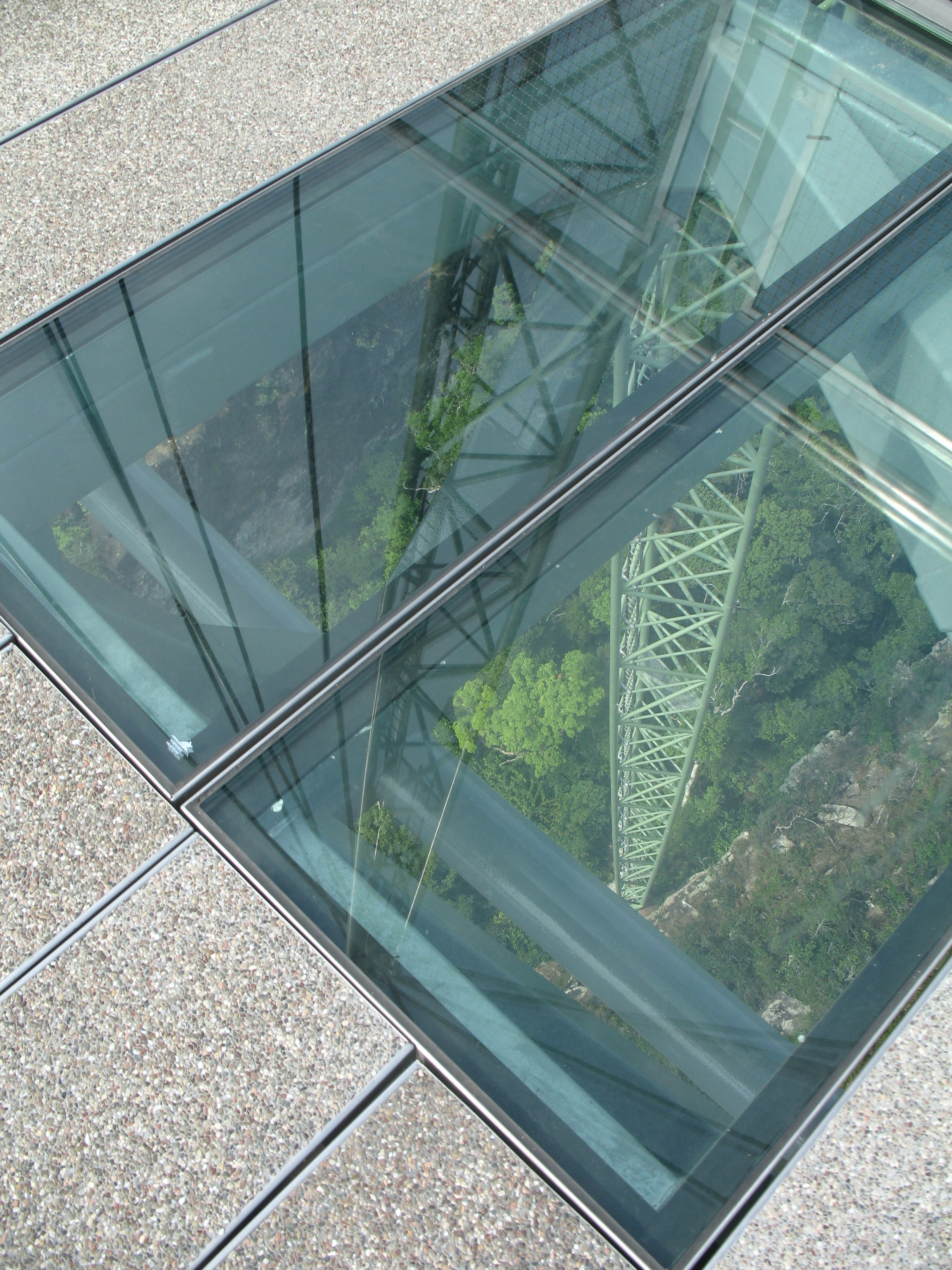
Szklana podłoga